# Беласица (Копаоник)
Беласица (лат. Bilassiza) је било средњовековно рударско насеље и рудник Копаоничке рудне области, у коме се вадило обично и гламско сребро. Први пут се јавља у изворима 1423. године, од 1424. године у њој постоји и колонија Дубровчана, а сматра се да је експлоатација њених копова отпочела десетак година раније.
Дубровчани су у Беласици имали своје куће, радње и цркву, а поред директног експлоатисања руде преко својих јама и топионица, трговали су сребром и бавили се занатством.
После пада Српске деспотовине, средином XV века, настављено је вађење руде у Беласици, а подаци за 1530/1531. годину наводе приход од 73.000 акчи.
Током археолошких истраживања овог локалитета, откривено је 1200 рударских јама, велики број откопа и више топионица.